# John Carmel Heenan
John Carmel Heenan (Ilford, Londen, 29 januari 1909 – Londen, 7 november 1975) was een Brits geestelijke en kardinaal van de Katholieke Kerk.
Hij werd geboren in een Iers gezin. Hij studeerde aan het seminarie in Stamford Hill en aan het St Cuthbert's College in Durham. Hierna studeerde hij nog enige tijd aan het Engels College in Rome, alvorens op 6 juli 1930 priester te worden gewijd. Hierna werkte hij als pastoor in Brentwood. In 1947 werd hij benoemd tot superieur van de Engelse Katholieke Missie Sociëteit. In die tijd schreef hij een biografie over Arthur kardinaal Hinsley, de aartsbisschop van Westminster, die in 1943 was overleden.
Op 27 januari 1951 benoemde paus Pius XII hem tot bisschop van Leeds. In 1957 volgde zijn benoeming tot bisschop van Liverpool en in 1963 benoemde paus Paulus VI Heenan tot aartsbisschop van Westminster, en tot primaat van Engeland en Wales. Hij nam deel aan het Tweede Vaticaans Concilie, waar hij deel uitmaakte van de conservatieve factie. Hij verzette zich tegen de concilieconstitutie Gaudium et Spes, waarover hij opmerkte dat het was geschreven door geestelijken die geen enkele kennis over de wereld bezaten. Hij bekritiseerde ook de periti die zich tijdens het concilie voorstander verklaarden van een liberalere houding van de kerk ten opzichte van de geboorteregeling.
Tijdens het consistorie van 22 februari 1965 creëerde Paulus hem kardinaal. De San Silvestro in Capite werd zijn titelkerk. De kardinaal overleed aan de gevolgen van een hartaanval en werd begraven in de kathedraal van Westminster.